# 益庆乡
益庆乡（藏語：ཡིད་ཆེན་，威利转写：yid chen），是中华人民共和国西藏自治区昌都市八宿县下辖的一个乡镇级行政单位。

## 行政区划
益庆乡下辖以下地区：
曲扎村、尼穷村、索那村、羊达村、崩庆村和多庆村。